# Карфіллі (область)
Карфі́ллі (англ. Caerphilly) — область в складі Уельсу. Розташована на півдні країни. Адміністративний центр — Хенгойд.

## Найбільші міста
Міста з населенням понад 10 тисяч осіб:
| № | Місто    | Населення, осіб (2001) |
| - | -------- | ---------------------- |
| 1 | Карфіллі | 31 060                 |
| 2 | Ріска    | 20 219                 |
| 3 | Геллігар | 17 185                 |
| 4 | Блеквуд  | 15 306                 |
| 5 | Баргойд  | 13 721                 |
| 6 | Окдейл   | 13 012                 |
| 7 | Аберкорн | 10 007                 |